# Војковце
Војковце (слч. Vojkovce) насељено је мјесто са административним статусом сеоске општине (слч. obec) у округу Спишка Нова Вес, у Кошичком крају, Словачка Република.

## Становништво
| Година:    | 1994. | 2004.   | 2014.   | 2024.   |
| ---------- | ----- | ------- | ------- | ------- |
| Број људи: | 446   | 445     | 425     | 407     |
| Разлика:   |       | -0,22 % | -4,49 % | -4,23 % |

| Година:    | 2023. | 2024. |
| ---------- | ----- | ----- |
| Број људи: | 407   | 407   |
| Разлика:   |       | +0 %  |

Према подацима о броју становника из 2011. године насеље је имало 429 становника.